# Пикколо-театро
«Пи́кколо-теа́тро» (итал. Piccolo Teatro di Milano) — драматический театр в Милане. Одно из учреждений, носящих почётное звание театра Европы.

## История
Театр был создан Джорджо Стрелером и Паоло Грасси в 1947 году. Открылся спектаклем «На дне» М. Горького 14 мая 1947 года. В том же году вышла вторая постановка, на долгие годы ставшая визитной карточкой театра, — «Слуга двух господ» К. Гольдони. 
Художественным и идейным руководителем театра был Дж. Стрелер. В 1968—1972 годах он работал с другой труппой, но вернулся в театр. В настоящее время художественный руководитель театра — Лука Ронкони.

## Значительные постановки
- «Дачная трилогия», «Кьоджинские перепалки», «Кампьелло» К. Гольдони
- «Чайка» и «Вишнёвый сад» А. Чехова
- «Ричард II», «Макбет», «Юлий Цезарь», «Буря», «Король Лир» У. Шекспира
- «Гиганты горы», «Сегодня мы импровизируем» и «Шесть персонажей в поисках автора» Л. Пиранделло
- «Смерть Дантона» Г. Бюхнера
- «Счастливые дни» С. Беккета
- «Трёхгрошовая опера», «Швейк во второй мировой войне», «Жизнь Галилея» и «Добрый человек из Сычуани» Б. Брехта
- «Остров рабов» Мариво
- «Визит старой дамы» Ф. Дюрренматта